# Darlene Conley
Darlene Conley (ur. 18 lipca 1934 w Chicago, zm. 14 stycznia 2007 w Los Angeles) – amerykańska aktorka.

## Życiorys
Urodziła i wychowała się w Chicago w rodzinie pochodzenia irlandzko-niemieckiego. Jej rodzice, Melba (z domu Manthey) i Raymond Conley, byli irlandzkimi emigrantami. Miała dwie siostry – Carol Fontanę i Sharon Wilson. W wieku piętnastu lat została odkryta na Broadwayu przez impresario Jakoba Hirscha Horowitza, znanego bardziej jako Jeda Harrisa. W latach 50. i 60. podróżowała po Stanach Zjednoczonych wraz z cyrkiem.
Na dużym ekranie debiutowała rolą kelnerki w horrorze Alfreda Hitchcocka Ptaki (The Birds, 1963). Trafiła potem na srebrny ekran, gdzie zagrała w produkcjach CBS: seryjnym westernie Gunsmoke (1970), sitcomie Mary Tyler Moore (1970) oraz miniserialu Robert Kennedy i jego czasy (Robert Kennedy & His Times, 1985) z udziałem Cliffa De Younga. Pojawiła się w czarno-białym 20-minutowym filmie niemieckim Twarze (Faces, 1968) i komedii Twardziele (Tough Guys, 1986) z Burtem Lancasterem i Kirkiem Douglasem. Występowała również na scenie w spektaklach: Cyrano de Bergerac i Noc Iguany (Night Of The Iguana) Tennessee Williamsa jako Maxine Faulk.
Zyskała na popularności dzięki telewizyjnej kreacji złej dziewczyny Rose DeVille w operze mydlanej CBS Żar młodości (The Young and the Restless, 1979–1980, 1986–1987, 2000), której producent William J. Bell zaproponował jej w 1988 rolę Sally Spectry Alexander Garrison w operze mydlanej CBS Moda na sukces (The Bold and the Beautiful, 1988-2006). Rola ta przyniosła jej uznanie krytyki, nominację do nagrody Emmy oraz była sześciokrotnie nominowana do nagrody Soap Opera Digest.

## Życie prywatne
Od października 1959 do 1966 była żoną aktora Williama Woodsona (1917-2017), z którym miała syna Raymonda. Od czerwca 1970 do 1981 jej drugim mężem był Kurt Hensch. Wychowywała także dwóch pasierbów.

## Śmierć
Po trzech miesiącach walki z chorobą nowotworową, zmarła 14 stycznia 2007 w swoim domu w Los Angeles na raka żołądka. Producent serialu Bradley P. Bell złożył zmarłej hołd mówiąc: Darlene nieustannie bawiła nas każdym swoim ruchem, oddechem, brzmieniem swojego głosu. Bez względu na to, czy grała łajdaczkę, damę, seksownego kociaka, czy komediantkę, była znakomita.

## Filmografia

### Filmy
- 1963: Ptaki (The Birds) jako kelnerka
- 1970: Kapitan Milkshake (Captain Milkshake) jako pani Hamilton
- 1971: Minnie i Moskowitz (Minnie and Moskowitz)
- 1972: Grają tak jak się układa (Play It As It Lays) jako pielęgniarka Kate
- 1972: Lady śpiewa bluesa (Lady Sings the Blues)
- 1986: Twardziele (Tough Guys) jako Gladys Ripps

### Filmy TV
- 1973: Prezydencki samolot zaginiony (The President’s Plane Is Missing)
- 1974: Zrozumieć miłość Christie (Get Christie Love!) jako Virginia
- 1978: Skąpy człowiek w mieście (The Stingiest Man in Town) jako pani Cratchit (głos)
- 1978: Powtórka z rozrywki (Return Engagement)
- 1979: Rudolf i Święta Frosty’ego w lipcu (Rudolph and Frosty's Christmas in July) Pani Mikołajowa (głos)
- 1981: The Nashville Grab jako Rooney
- 1981: Wybór (The Choice) jako Marilyn
- 1983: Chcę żyć (I Want to Live) jako Panna Bain
- 1983: Wojownik (The Fighter) Pani MacCauley

### Seriale TV
- 1967: Dolina lalek (Valley of the Dolls)
- 1970: Gunsmoke jako Leelah Case
- 1970: Mary Tyler Moore jako Matron
- 1970: The Bill Cosby Show jako Market Cashier
- 1970: Ironside jako Landlady
- 1970: The Name of the Game
- 1971: Ulica Długa (Longstreet) jako pani Benbrook
- 1972: Duchowa opowieść (Ghost Story) jako Ruth Jerrold
- 1979: Jeffersonowie (The Jeffersons) jako matka
- 1979-1987, 1986–1987, 2000: Żar młodości (The Young and the Restless) jako Rose DeVille
- 1981: Domek na prerii (Little House on the Prairie) jako pani Pierce
- 1983: Dni naszego życia (Days of Our Lives) jako Edith Baker
- 1983: Cagney i Lacey (Cagney & Lacey) jako pielęgniarka
- 1984: Capitol jako Louise
- 1984: Szpital miejski (General Hospital) jako Trixie
- 1985: Robert Kennedy i jego czasy (Robert Kennedy & His Times) jako Moderatorka
- 1985: Napisała: Morderstwo (Murder, She Wrote) jako Mims
- 1987: Autostrada do nieba (Highway to Heaven) jako pani Parker
- 1987: Strach na wróble i pani King (Scarecrow and Mrs. King) jako Jenkins
- 1988: Pittige tijden jako Sally Spectra
- 1988-2006: Moda na sukces (The Bold and the Beautiful) jako Sally Spectra